# Gymnopholus
Gymnopholus é um género de escaravelho da família Curculionidae.
Este género contém as seguintes espécies:
- Gymnopholus lichenifer